# Metroul din Barcelona

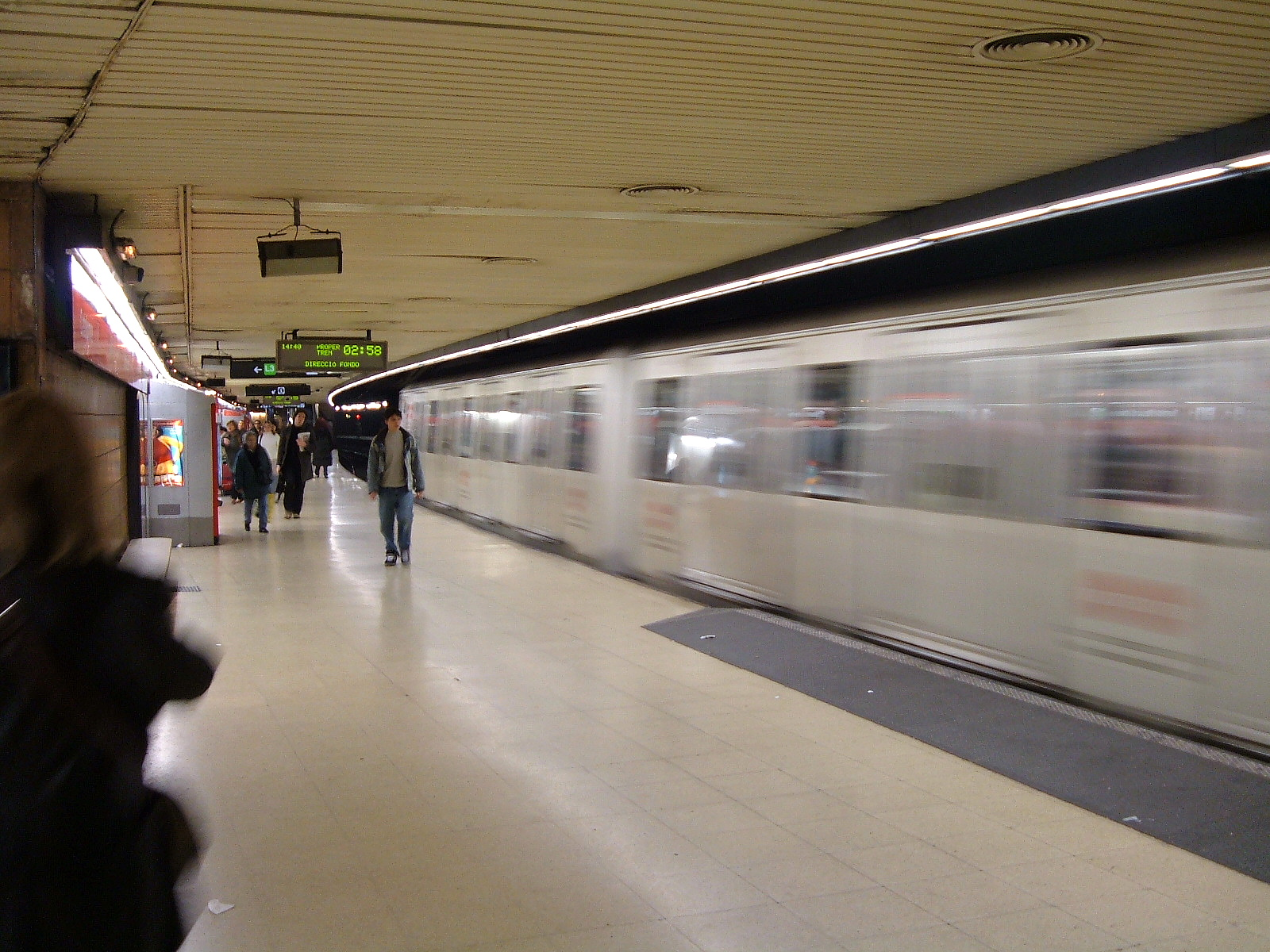
Tren în stația Plaça Catalunya

Metroul din Barcelona (Metro de Barcelona în catalană și spaniolă) este o parte importantă a sistemului de transport în comun din Barcelona, Catalonia, Spania. Metroul a fost fondat în 1924 cu construcția sistemului Grand Metro între Lesseps și Plaça Catalunya, astăzi parte a liniei 3. În 1926, Metro Transversal a fost construit între Plaça Catalunya și La Bordeta (astăzi parte a liniei 1). În zilele astea, metroul este compus din nouă linii, furnizate de două companii diferite: Transports Metropolitans de Barcelona, compania de transport în comun din Barcelona, care are responsabilitate asupra liniilor principale subterane, și Ferrocarrils de la Generalitat de Catalunya, compania de căi ferate al Guvernului Catalan, care furnizează serviciile pe liniile 6, 7, 8 si 12 , care se extind spre zonă preorășenească. Biletele de metrou pot fi folosite pentru autobuze locale și regionale, și pentru unele servicii de tren regionale.

## Linii

Map of the Barcelona metro system

Rețeaua de metrou furnizată de Transports Metropolitans de Barcelona este compusă din 12 linii:
| Linie                  | Culoare       | Anul deschiderii | Rută                               |
| ---------------------- | ------------- | ---------------- | ---------------------------------- |
| Line 1                 | Roșu          | 1926             | Hospital de Bellvitge - Fondo      |
| Linia 2                | Mov           | 1995             | Paral·lel - Badalona Pompeu Fabra  |
| Linia 3                | Verde         | 1924             | Zona Universitària - Trinitat Nova |
| Linia 4                | Galben        | 1973             | Trinitat Nova - La Pau             |
| Linia 5                | Albastru      | 1959             | Cornellà Centre - Vall D'Hebron    |
| Linia 9 Nord           | Portocaliu    | 2009             | La Sagrera - Can Zam               |
| Linia 9 Sud            | Portocaliu    | 2016             | Zona Universitaria - Aeroport T1   |
| Linia 10               | Bleu          | 2011             | La Sagrera - Gorg                  |
| Linia 11               | Verde deschis | 2003             | Trinitat Nova - Can Cuiàs          |
| Funicular de Montjuric | Verde intens  | 1953             | Paral-lel - Parc de Montjuric      |

Cele 4 linii furnizate de FGC sunt numerotate de la L6 și L12:
| Linia | Culoare   | An deschidere | Traseu                                |
| ----- | --------- | ------------- | ------------------------------------- |
| L6    | Bleumarin | 1863          | Catalunya - Sarria                    |
| L7    | Maro      | 1958          | Catalunya - Avignuda Tibidabo         |
| L8    | Roz       | 2000(1912)    | Espanya - Moli Nou Ciutat Cooperativa |
| L12   | Lila      | 2016(1863)    | Sarria - Reina Elisenda               |

Liniile L9 și L10 sunt acum în construcție, și vor merge de la Gorg la Zona Franca și de la Can Zam la Aeroportul Internațional El Prat. Liniile vor fi cele mai lungi linii subterane automatizate de metrou din Europa, cu o lungime de 42,6 km și 46 de stații.